# Fibrilação auricular
Fibrilação auricular, fibrilhação auricular ou fibrilação atrial é um ritmo cardíaco anormal caracterizado por batimentos rápidos e irregulares. Os episódios têm muitas vezes início com breves períodos de batimentos anormais que com o passar do tempo se tornam estáveis e a intervalos maiores. Muitos episódios são assintomáticos. Em alguns podem-se manifestar sintomas como palpitações, desmaio, falta de ar ou dor no peito. A doença está associada a um risco acrescido de insuficiência cardíaca, demência e acidente vascular cerebral (AVC). É um tipo de taquicardia supraventricular.
Os fatores de risco modificáveis mais comuns da fibrilação auricular são a hipertensão arterial e as valvulopatias. Entre outros fatores de risco relacionados com o coração estão a insuficiência cardíaca, doença arterial coronária, miocardiopatia e cardiopatia congénita. Em países desenvolvidos, a causa mais comum de valvulopatias é a febre reumática. Entre os fatores de risco relacionados com os pulmões estão a doença pulmonar obstrutiva crónica, a obesidade e a apneia de sono. Entre outros fatores de risco estão o consumo excessivo de álcool, diabetes e hipertiroidismo. No entanto, metade dos casos não está associada a qualquer um destes riscos. O diagnóstico é feito pela medição da pulsação arterial e pode ser confirmado com um eletrocardiograma (ECG). Um ECG de fibrilação auricular revela não existirem ondas P e um ritmo ventricular irregular.
A fibrilação auricular é geralmente tratada com medicamentos que diminuem a frequência cardíaca para valores normais ou que convertem o ritmo para o ritmo sinusal normal. A conversão em ritmo sinusal normal pode ser também realizada com cardioversão, um procedimento que é muitas vezes usado em situações de emergências quando a pessoa se encontra instável. Em algumas pessoas, a recorrência pode ser prevenida com ablação por radiofrequência. No caso de haver risco acrescido de AVC, podem ser recomendadas aspirina ou anticoagulantes como a varfarina ou novos anticoagulantes orais. Embora estes medicamentos diminuam o risco de AVC, aumentam o risco de hemorragias.
A fibrilação auricular é a arritmia cardíaca grave mais comum. Entre os países desenvolvidos, a condição afeta cerca de 0,6% dos homens e 0,4% das mulheres. Na Europa e na América do Norte a prevalência da doença tem vindo a aumentar. Em 2005 afetava entre 0,4 e 1% da população, enquanto que em 2014 afetava entre 2 a 3% da população. A percentagem de pessoas com fibrilação auricular aumenta com a idade, sendo afetadas 0,14% das pessoas com menos de 50 anos, 4% das pessoas entre 60 e 70 anos e 14% das pessoas com mais de 80 anos. Em 2013, a fibrilação auricular e o flutter auricular foram a causa de 112 000 mortes, um aumento em relação às 29 000 em 1990. A primeira descrição conhecida de pulsação arterial irregular foi publicada por Jean-Baptiste de Sénac em 1749. O primeiro registo da fibrilação auricular em eletrocardiograma foi feita por Thomas Lewis em 1909.

## Sinais e sintomas
Quando surge subitamente um episódio de fibrilação auricular paroxística,  o paciente sente dispneia e cansaço, podendo, dependente da patologia cardíaca associada, desencadear um pré-edema pulmonar. Isto deve-se à perda súbita de cerca de 20% do débito cardíaco. Pode haver uma diminuição da pressão arterial, mas não muito significativa, pois a diminuição do débito cardíaco leva de imediato a uma vasoconstrição periférica de modo a manter um equilíbrio entre o volume vascular (continente) e o seu enchimento (conteúdo).  O paciente pode sentir palpitações ou um tremor sobre a região précordial. Muitas vezes é assintomático. Quando já existem sintomas por doença cardíaca preexistente, o aparecimento da fibrilação auricular vai agravar esses sintomas. A fibrilação auricular é frequente no pós operatório de algumas cirurgias cardíacas. É extremamente raro que a fibrilação auricular leve a um estado de choque cardiogénico.

### Complicações
O maior risco da FA são os quadros de embolia periférica, mais frequentemente  cerebral. Ocorrem pela formação de trombos dentro das aurículas, mas sobretudo dentro dos apêndices auriculares ou aurículos. A agregação plaquetária é grande dentro dessas cavidades onde o sangue estagna devido à falta de contração das aurículas. Este risco existe sobretudo nos casos de fibrilação paroxítica e é quando o nódulo sinusal retoma o comando que os coágulos são ejectados para a aorta e desta seguem pelas carótidas em direção ao cérebro. É a uma das causas mais importantes de acidente vascular cerebral da pessoa idosa. Na meia idade, os pacientes de maior risco são os portadores de doenças da válvula mitral.

## Causas
Na maioria das vezes, os pacientes diagnosticados com fibrilação apresentam arritmia cardíaca que pode ser causada por malformações presentes desde o nascimento, danos na estrutura do coração causados por infartos ou problemas em determinadas válvulas cardíacas.
No entanto, mesmo pessoas que não apresentam histórico de alteração no ritmo cardíaco ou malformações no órgão podem ser diagnosticadas com fibrilação atrial. Apesar de raros, existem casos de infecções virais que geram alteração no ritmo cardíaco.

## Fisiopatologia
Trata-se uma atividade elétrica caótica, irregular e muito rápida de cerca de 350 a 600/min. Felizmente muitos destes estímulos não conseguem ser transmitidos aos ventrículos pois ao chegarem ao nódulo aurículo-ventricular encontram-no em período refratário e são bloqueados a este nível. Havendo uma anarquia eléctrica, não existe uma contração em massa do miocárdio auricular, há um enchimento ventricular deficiente e perde-se cerca de 20% do débito cardíaco.
Em muitos casos (sobretudo no idoso) um episódio é desencadeado por uma extrassístole supraventricular principalmente se ela tiver origem na desembocadura das veias pulmonares.
A fibrilação auricular pode ser
- paroxística - episódios de arritmia que se resolvem espontaneamente -
- persistente - que tem duração prolongada, mas também se resolve espontaneamente -
- permanente, quando não há retorno ao ritmo normal.

## Diagnóstico
Existem vários exames que podem ser feitos para obter o diagnóstico de FA. Geralmente, médicos solicitam esses testes quando há a presença de sintomas. Esses exames são: Eletrocardiograma, holter, ecocardiograma, monitor cardíaco móvel, monitor de eventos, eletrocardiograma transtorácico.

## Tratamento
O tratamento depende da patologia co-existente e da idade do paciente.
- o uso permanente de anticoagulantes nos pacientes com patologia da válvula mitral.
- Administração de bloqueadores dos canais de cálcio do grupo das Fenilalquilaminas, "Verapamilo" (bloqueiam os focos ectópicos auriculares) na prevenção do aparecimento das extrassístoles que desencadeiam os episódios.
- Os digitálicos ajudam a manter uma resposta ventricular menos irregular
- Os antiagregantes plaquetares nas pessoas idosas com fibrilação auricular permanente
- Em pacientes jovens, pode tentar-se a ablação, que consistem na aplicação, com o uso de cateteres, de ondas de rádio de alta frequência nas áreas próximas à junção da veia pulmonar com o átrio, bloqueando o focos que originam as extrassístoles que desencadeam a fibrilação.
- Dado o risco de embolia, a desfibrilação só deve ser feita se a resposta for muito rápida e difícil de reverter, com edema pulmonar grave, o que não é muito frequente, e sempre após anticoagulação intra-venosa (heparina). Está reservada aos casos de colapso hemodinâmico (instabilidade tensional, choque). Cargas iniciais de 200 Joules geralmente revertem o ritmo desordenado ao normal. Após o episódio inicial, o risco de recorrências é alto, como ou sem controlo dos fatores que podem  perpetuar a fibrilação como o hipertiroidismo ou a cafeína que aumentam as possibilidades de aparecimento das extrassístoles supraventriculares.